# Los Parajes, Veracruz
Los Parajes är en ort i Mexiko.   Den ligger i kommunen Huayacocotla och delstaten Veracruz, i den sydöstra delen av landet, 140 km nordost om huvudstaden Mexico City. Los Parajes ligger 2 141 meter över havet och antalet invånare är 380.
Terrängen runt Los Parajes är kuperad åt sydväst, men åt nordost är den bergig. Runt Los Parajes är det ganska glesbefolkat, med 42 invånare per kvadratkilometer. Närmaste större samhälle är Mezquititlán, 14,6 km väster om Los Parajes. I omgivningarna runt Los Parajes växer i huvudsak blandskog.